# Пахкал-Кая
Пахкал-Кая — руины укреплённого монастыря X—XV века (по другим данным IX—XV века), находящиеся между горными массивами Чатыр-Даг и Демерджи, восточнее Ангарского перевала на вершине одноимённой горы высотой 1138 м. Название укреплению дано по горной вершине, которая также встречается под названиями Лысый Иван, Пахкалын-Кая, Пангалос, Эндек-Кая, Индек-Даг и отделена от Северной Демерджи перевалом МАН.

План укрепления из работы В. Л. Мыца «Укрепления Таврики X - XV вв»

## Описание
Укрепление располагалось на безлесной вершине, с западной, восточной и южной сторон ограниченной обрывами, с северной доступной стороны прикрывалось оборонительной стеной, сложенной из крупных блоков конгломерата на известковом растворе, с воротами, к которым вела древняя дорога. Внутри находятся остатки небольшого храма и нескольких небольших построек — историки единодушны во мнении, что это был укреплённый монастырь. О. И. Домбровский, первый изучивший в 1966 году развалины, высказал предположение, что монастырь выполнял сторожевые функции на древнем пути из степей и предгорий через Ангара-богаз на Южный берег Крыма. Разведки памятника экспедицией В. Л. Мыца в 1980-е годы подтвердили предположения и выводы Олега Домбровского. Археологические работы 2010-х годов отряда Горно-Крымской экспедиции сосредоточились на руинах храма (остатков оборонительной стены уже не зафиксировано). Было установлено, что храм был одноапсидным и однонефным, площадью около 70 м² (у В. Л. Мыца — 6 на 11 м) и выдвинуто предположение о наличии на месте церкви более ранней постройки (вероятно, языческого святилища III—V века); источником воды, видимо, служил расположенный у подножия скалы родник Индек-Чокрак. Археологические находки на раскопе типичны для средневековых крымских монастырей. Поселение существовало в два периода: первоначально в IX—X веке и, после возможного перерыва, или затухания монастырской жизни в X веке, вновь возродился в XIII веке, просуществовав, предположительно, до завоевания Крыма османскими войсками в 1475 году. Высказано предположение, что крупные камни из укрепления были вывезены солдатами для строительства шоссе на Южный берег в 1824—1826 годах.